# Тайпан
Тайпан (лат. Oxyuranus scutellatus) — вид ядовитых змей из семейства аспидовых. Одна из самых ядовитых змей мира.

## Ареал
Распространен на севере Австралии — на побережье Северной территории и Северо-Восточного Квинсленда, и на юго-востоке острова Новая Гвинея.

## Описание вида
Средняя длина тела взрослой особи — 180—190 см, изредка змея достигает длины 2,3 м. Максимально зарегистрированная длина была около 3 м.
Ведёт преимущественно дневной образ жизни. Питается лягушками и мелкими млекопитающими, включая мышей и крыс, поэтому нередок неподалёку от людского жилья и на полях сахарного тростника, где до изобретения уборочных комбайнов случались наиболее частые укусы людей.
Ядовитые зубы до 13 мм в длину.
Ядовитые железы тайпана содержат до 400 мг яда, в среднем около 120 мг. Яд тайпана оказывает преимущественно нейротоксическое (блокирует мускульные сокращения, что вызывает паралич дыхательной мускулатуры) и коагулопатическое (нарушает свёртываемость крови) действие.
Окрас однотонный, светло- или тёмно-коричневый или красноватый; голова светлее, брюхо белое или желтоватое.
Это чрезвычайно раздражительная и бдительная змея, которая молниеносно реагирует на любое движение рядом. Как и любая другая змея, тайпан предпочитает избегать конфликтов и тихо ускользнёт, если появится такой шанс. Однако, если он будет застигнут врасплох или загнан в угол, то тайпан будет яростно защищаться, а его яд приведёт к смерти через 4—12 часов.
Из-за своего агрессивного нрава, крупных размеров и скорости тайпан считается самой опасной из всех ядовитых змей на свете, хотя сила яда его несколько слабее, чем у тайпана Маккоя.

## Подвиды
С середины XX века выделяется два подвида.
- Oxyuranus scutellatus scutellatus — Северное и Северо-Восточное побережье Австралии[7]
- Oxyuranus scutellatus canni — Юго-Восточное побережье Новой Гвинеи[8]